# Большой Кансулик
Большой Кансулик — озеро в Карабалыкском районе Костанайской области Казахстана. Находится в 8 км к северо-востоку от села Назаровка.
По данным топографической съёмки 1958 года, площадь поверхности озера составляет 1,1 км². Наибольшая длина озера — 1,6 км, наибольшая ширина — 0,9 км. Длина береговой линии составляет 4,2 км, развитие береговой линии — 1,12. Озеро расположено на высоте 209,8 м над уровнем моря.